# Milton Abramowitz
Milton Abramowitz (* 1915 in Brooklyn, New York City; † 5. Juli 1958) war ein US-amerikanischer Mathematiker.

## Leben
Abramowitz machte 1937 seinen Bachelor und 1940 seinen Master, beides am Brooklyn College. 1948 erhielt er seinen Ph. D. in Mathematik an der New York University. Sein Doktorvater war der deutsch-amerikanische Mathematiker Kurt Friedrichs.

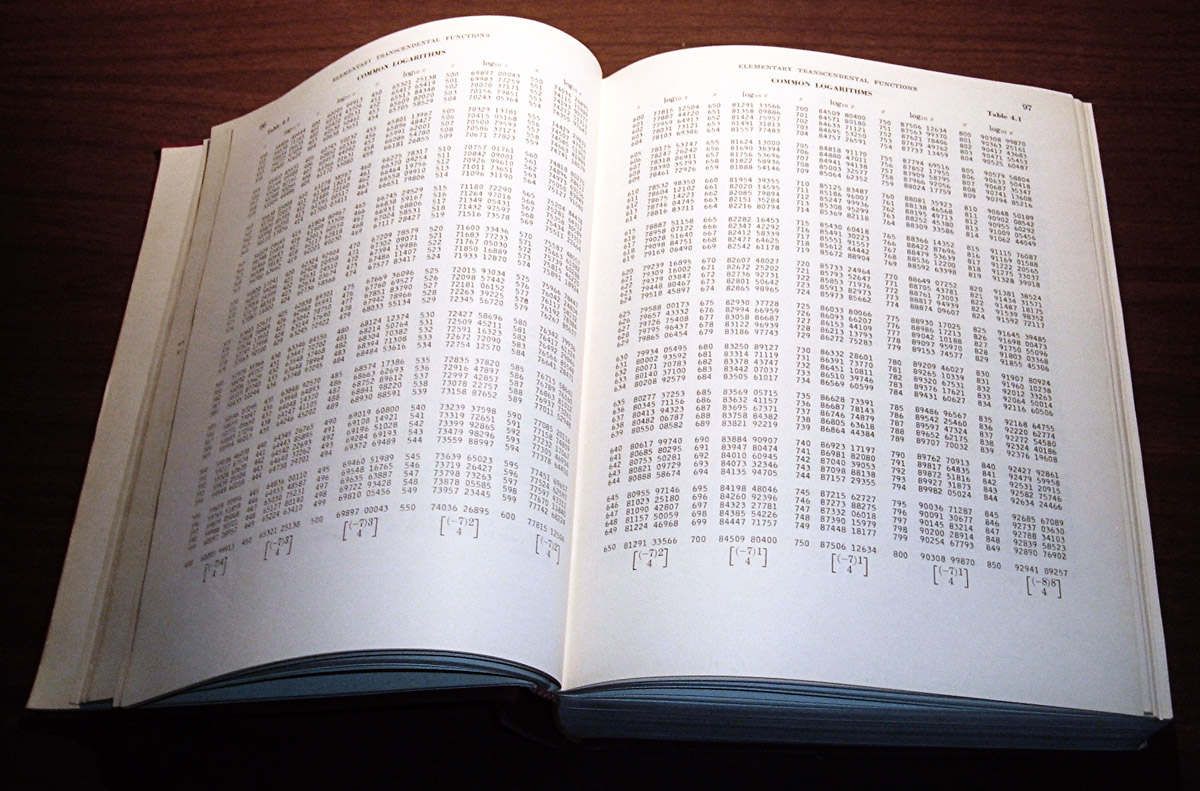
Seiten 96 und 97 des Tabellariums von Abramowitz und Stegun

Seit 1938 arbeitete er in der Abteilung für Angewandte Mathematik am National Bureau of Standards (NBS). Im Math Tables Project entstand Anfang der 1950er Jahre die Idee, ein Handbuch der mathematischen Funktionen herauszugeben. Er wurde zum Herausgeber bestimmt. Dazu verteilte er die Aufgabe, die einzelnen Kapitel zu schreiben, an verschiedene Mathematiker. Er selbst schrieb die Kapitel Elementary Analytical Methods, Struve Functions and Related Functions und Coulomb Wave Functions. Im Juli 1958 waren bereits zwölf Kapitel fertiggestellt, als Abramowitz unerwartet starb. Irene Stegun übernahm die Leitung und veröffentlichte das Handbook of Mathematical Functions with Formulas, Graphs, and Mathematical Tables 1964.
Die Hauptarbeit, zuverlässige mathematische Tabellen zu erzeugen, basierte auf dem Projekt Works Progress Administration, einem Arbeitsbeschaffungsprogramm unter dem US-Präsidenten Franklin D. Roosevelt, das in Folge der hohen Arbeitslosigkeit der Great Depression ins Leben gerufen wurde.

## Werke
- Miscellaneous physical tables, Planck's radiation functions and electronic functions. Univ. Microfilms, Ann Arbor 1941
- mit Arnold Noah Lowan: Table of the integrals. In: Journal of Mathematics & Physics. Band 22, Heft 1, 1943
- On backflow of a viscous fluid in a diverging channel. 1949
- mit Irene Stegun: Handbook of Mathematical Functions with Formulas, Graphs, and Mathematical Tables. National Bureau of Standards, Washington D. C. 1964